# Donji Milješ
Donji Milješ este un sat din municipiul Podgorica, Muntenegru. Conform datelor de la recensământul din 2003, localitatea are 391 de locuitori (la recensământul din 1991 erau 361 de locuitori).

## Demografie
În satul Donji Milješ locuiesc 261 de persoane adulte, iar vârsta medie a populației este de 31,2 de ani (30,4 la bărbați și 32,2 la femei). În localitate sunt 86 de gospodării, iar numărul mediu de membri în gospodărie este de 4,55.
|  |

| Demografie | Demografie | Demografie |
| An         | Locuitori  | Locuitori  |
| ---------- | ---------- | ---------- |
|            |            |            |
|            |            |            |
|            |            |            |
|            |            |            |
| 1948       | 195        |            |
| 1953       | 226        |            |
| 1961       | 302        |            |
| 1971       | 373        |            |
| 1981       | 450        |            |
| 1991       | 361        | 348        |
| 2003       | 504        | 391        |

| \| Componența etnică conform recensământului din 2003[2] \| Componența etnică conform recensământului din 2003[2] \| Componența etnică conform recensământului din 2003[2] \| Componența etnică conform recensământului din 2003[2] \| Componența etnică conform recensământului din 2003[2] \| \| ----------------------------------------------------- \| ----------------------------------------------------- \| ----------------------------------------------------- \| ----------------------------------------------------- \| ----------------------------------------------------- \| \| \| \| \| \| \| \| Albanezi \| Albanezi \| \| 358 \| 91,56% \| \| Musulmani \| Musulmani \| \| 15 \| 3,83% \| \| Bosniaci \| Bosniaci \| \| 12 \| 3,06% \| \| Muntenegreni \| Muntenegreni \| \| 5 \| 1,27% \| \| necunoscută \| necunoscută \| \| 0 \| 0% \| |              |  |     |        |
| Componența etnică conform recensământului din 2003 |              |  |     |        |
| |              |  |     |        |
| Albanezi | Albanezi     |  | 358 | 91,56% |
| Musulmani | Musulmani    |  | 15  | 3,83%  |
| Bosniaci | Bosniaci     |  | 12  | 3,06%  |
| Muntenegreni | Muntenegreni |  | 5   | 1,27%  |
| necunoscută | necunoscută  |  | 0   | 0%     |